# بیخوو (استان اوپوله)
بیخوو (به لهستانی:  Biechów) یک روستا در لهستان است که در گمینا پاکوسواویتسه واقع شده‌است. بیخوو ۴۰۰ نفر جمعیت دارد.